# بال بهادر راي
بال بهادر راي هو سياسي نيبالي، ولد في 17 فبراير 1921 في Okhaldhunga ‏ في نيبال، وتوفي في 4 يوليو 2010. نشط حزبياً في المؤتمر النيبالي.